# TEVプロテアーゼ
TEVプロテアーゼ(TEV protease, Tobacco Etch Virus Protease)は高い配列特異性を持つシステインプロテアーゼである。
人工的に改変された変異体がいくつか存在し、分子量は25kDaから27kDa程度である。
このプロテアーゼが最もよく認識するアミノ酸配列はGlu-Asn-Leu-Tyr-Phe-Gln-(Gly/Ser) であり、この配列中のGlnと(Gly/Ser)の間を切断する。最適な反応条件は30℃、pH7.0であるが、広いレンジの温度(4-30℃)とpH(5.5-8.5)で活性を有し、目的に適した条件下での切断が可能である。TEVプロテアーゼは、タグを用いて精製したタンパク質からタグを除去するために使われることが多い。TEVプロテアーゼのN末端にペプチドが存在する場合にもプロテアーゼ活性を失わないために、N末端にタグを連結させたTEVプロテアーゼは試料中から容易に除去することができる。

## 活性化条件
50 mM Tris-HCl (pH 8.0)、0.5 mM EDTA 、1mM DTTの4℃での条件下で融合タンパク質の切断を行われる事が多く、これはもっとも標準的な実験条件である。低温での融合タンパク質切断実験の多くは、融合タンパク質を低温で処理する事により、融合タンパク質自体の劣化を防ぐ事を目的としている。融合タンパク質によっては切断効率が著しく低下する場合が存在するが、これは融合タンパク質に付加されたTEVプロテアーゼサイトが立体構造的に融合タンパク質の表面に露出していないなどの理由が考えられる。また、亜鉛を含んだ融合タンパク質（例：ジンクフィンガーモチーフを有するタンパク質）をTEVプロテアーゼで処理する際は注意が必要であり、融合タンパク質と結合していない亜鉛を緩衝液中から除去しない限りTEVプロテアーゼによる切断効率は上昇しない。これは亜鉛がTEVプロテアーゼの活性を阻害するためである。EDTAなどの強力なキレート剤を用いて緩衝液中から亜鉛などの金属イオンを除去した場合、融合タンパク質に含まれる亜鉛などの金属イオンも同時キレートされてしまう事があり、金属イオンが結合する事によって立体構造を維持している融合タンパク質であれば生理活性を失ってしまう。このような状況を防ぐため、DTTをグルタチオンやβ-メルカプトエタノールなどの還元剤に変え、EDTAの代わりにクエン酸などのキレート効果が弱いものを用いてTEVプロテアーゼ処理を行う。またTEVプロテアーゼ活性を高めるため20℃の条件下で切断する事もある。TEVプロテアーゼ処理を4℃で行なった場合より20℃で処理を行なった場合の方が3倍多くの基質を切断する事が確認されている。

## 阻害剤条件
PMSF(1mM),AEBSF(1mM),TLCK(1mM),Bestain(1mg/ml),pepstain A(1mM),EDTA(1mM),E-64(3mg/ml),またロッシュから販売されているプロテアーゼインヒビター（商品名：Complete）はTEVプロテアーゼの活性を阻害しないことが分っている。亜鉛（5mM）以上、システインと反応する試薬（例：ヨードアセトアミド,N-ethylmaleimide(NEM),p-chloromercury benzoate(PCMB)）はTEVプロテアーゼの活性を強く阻害しまた、界面活性剤（例：SDS）は0.01％以上でTEVプロテアーゼが変性してしまい、活性が阻害されてしまう。